# ديفسنا
ديفسِنا (بالإنجليزية: Devasena)‏، هي إلهة هندوسية للطموح، وقرينة إله الحرب كارتيكيا (موروغان). توصف بأنها ابنة البراجاباتي داكشا في ماهابهاراتا، بينما تعتبرها بعض الكتب المقدسة السنسكريتية ابنة إندرا، ملك الديفاس (الآلهة)، وزوجته شاشي. في البورانا اعتبرت ابنة الإله فيشنو، والتي تبناها إندرا لاحقا.